# 千島海溝

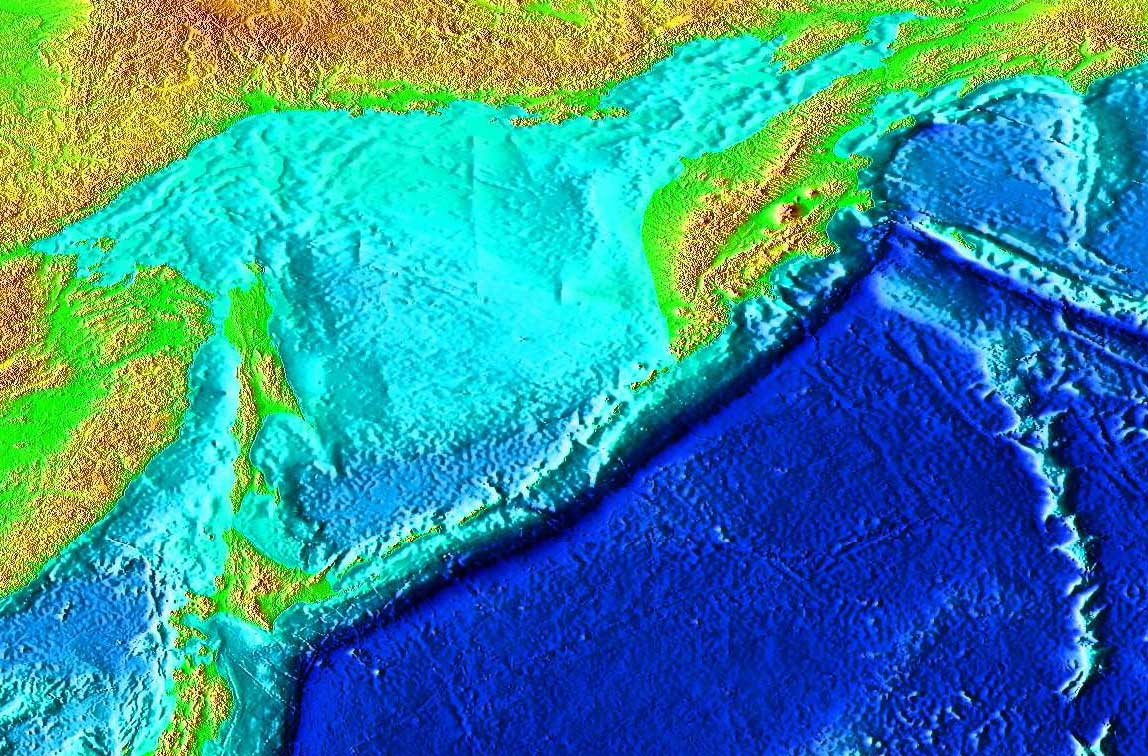
千島海溝

千島海溝（ちしまかいこう、英:Chishima Trench）は、太平洋北西部のカムチャツカ半島南部に発し、千島列島南岸に沿って北海道南東部に至る海溝。千島・カムチャツカ海溝（
英: Chishima-Kamchatka Trench）やクリル・カムチャッカ海溝（英: Kuril-Kamchatka trench、露: Курило-Камчатский жёлоб）、クリル海溝（英: Kuril Trench）とも呼称される。

## 地理
太平洋プレートが北アメリカプレート（オホーツクプレート）の下に沈み込むことで形成されている。太平洋プレートが日本列島の下に沈み込む北西縁は、襟裳岬沖にある襟裳海山が陸域プレートに衝突する場所を境界（構造境界）として屈曲しており、その南部が日本海溝、北東側が千島海溝となっている。位置的には千島海溝の南端が襟裳海山であり、その南方に日本海溝が連なっている。一方、千島海溝の北端は北緯55度付近で、ここで東に連なるアリューシャン海溝と接している（接合点）。
海溝の最深部は9,550メートルで、長さは2,200キロメートルになる。
襟裳海山の北側の海溝陸側斜面の湾入部には高まりがあり、ここでは地磁気異常が観測されている。地下に磁性を帯びた玄武岩山体が伏在している可能性があり、過去に別の海山が衝突して潜り込んでいったものと考えられている。

## 千島海溝における地震
千島海溝を形成するプレート沈み込み帯やその周辺では、周期的にマグニチュード8クラスのプレート間地震やアウターライズ地震、スラブ内地震が発生する。北海道や東北地方を中心に特に津波による被害が予想されるため、日本政府などにより研究・警戒地域の対象とされている。
19世紀以降の主な地震として、以下のものが挙げられる。
- プレート間巨大地震
  - 十勝沖地震 1843年、1915年、1952年、2003年ほか
  - 根室半島沖地震 1894年、1973年
  - 択捉島沖地震 1918年、1963年
  - 1918年ウルップ島沖 - M 8.0 （9月7日）
  - 1952年カムチャツカ地震 - M 9.0
  - 2006年千島列島沖地震、 - Mw 8.3
  - 2025年カムチャツカ地震 - M 8.8

- スラブ内地震
  - 1915年千島列島沖地震（シムシル島沖） - M 8.0
  - 1958年択捉島沖地震
  - 1993年釧路沖地震 - Mj 7.5
  - 1994年北海道東方沖地震 - Mj 8.2

- アウターライズ地震
  - 1918年ウルップ島沖 - M 7.7 （11月8日）
  - 2007年千島列島沖地震 - Mw 8.1

### 地震サイクル
一つの地震サイクルにおいて、プレート境界型巨大地震の震源域はお互いに重ならないように発生をしている。近年のサイクルは1952年十勝沖地震(M 8.2)から始り、1963年択捉島沖地震(M 8.1)、1968年十勝沖地震(M 7.9)、1969年北海道東方沖地震(M 7.8)、1973年根室沖地震(M 7.4)と発生し、第一種地震空白域を埋め終了した。なお、2003年十勝沖地震(M 8.0)は新たなサイクルの始まりと考える研究がある。また、2003年十勝沖地震の震源域では、1990年頃から第二種地震空白域が形成されていた。

### 連動地震
根室半島沖地震と十勝沖地震が連動することでM8からM9クラスに迫る巨大地震となる可能性があることも指摘されている。津波堆積物などから過去6500年間に最大18回、約340〜380年間隔で連動型地震による巨大地震に伴う大津波が発生したと推測されており、最新のものは17世紀 (1611年から1637年の間)に発生したとみられ、仮に1611年だった場合、前回から既に410年ほどが経過しているため、切迫性が高いとして今後30年以内に7%〜40%の確率で超巨大地震が発生するとしている。北海道大学の平川一臣（自然地理学）によると1611年の慶長三陸地震がこれに該当し、北海道東部でこの地震によるとみられる15 - 20mの津波が到達した痕跡があることなどから、これまで定説となっていた三陸沖を震源とする日本海溝沿いの地震でなく、千島海溝沿いにあたる北方領土の色丹島沖から襟裳岬沖までの範囲による最大M9の超巨大地震であった可能性が高いという新説を発表している。
なお、将来起こる連動型地震の具体的な地震の規模については千島海溝沿いで最大M9.3、日本海溝北部 (日高沖)でM9.1になると推定しており、北海道や岩手県の沿岸部では30m近い大津波が襲来する可能性があるとしている 。また、東北地方太平洋沖地震(東日本大震災)の発生前に北陸で内陸型地震の発生が頻発していた例を挙げ、北海道胆振東部地震が将来起きる千島海溝沿いの巨大地震の先駆的な地震だった可能性を指摘する研究があり、現在の北海道は内陸型地震が起きやすい環境にあると分析している。